# Poropuntius chondrorhynchus
Poropuntius chondrorhynchus és una espècie de peix cipriniforme de la família dels ciprínids que es troba a les conques dels rius Mekong, Salween, Maeklong i Chao Phraya.